# Partido Liberal (Bolivia)
El Partido Liberal (PL) fue, junto al Partido Conservador, uno de los dos principales partidos políticos de Bolivia durante finales del siglo XIX y la primera mitad del siglo XX.
El Partido Liberal marcó en Bolivia un importante avance en cuanto a lo tecnológico y teórico. Fue perseguido en el presidencia de Baptista acusándolo de proliferar el pensamiento masónico y ateo. Tuvo su máximo auge con el presidente Ismael Montes (1904-1909, 1913-1917). José Gutiérrez Guerra fue el último presidente liberal, su caída fue perpetrado por un golpe de Estado de los republicanos al mando de Saavedra.

## Historia

### Primera fase (1883-1899)
El Partido Liberal fue fundado oficialmente el año 1883 por el general Eliodoro Camacho. El partido defendía la libertad de religión, una separación estricta entre Iglesia y el Estado, la aceptación legal de los matrimonios civiles así como también de los divorcios, y un estricto apego a los procedimientos democráticos. El partido liberal tenía bases teóricas en la revolución americana, defendiendo ante todo el derecho a la propiedad, se oponía pues, a los acontecimientos de la revolución francesa, la cual consideraba contraria a la ideas liberales. Las bases doctrinales del partido se encuentran en el manifiesto liberal escrito por Eliodoro Camacho.
Cuando el partido llegó al poder junto a Jose Manuel Pando en 1899, la base de la presidencia y el Congreso se trasladó a la ciudad de  La Paz, que en los hechos se convirtió en la capital de facto del país mientras que la Corte Suprema de Justicia de Bolivia se mantuvo en la ciudad de  Sucre.
Actualmente la ciudad de Sucre es la capital de Bolivia y sede del órgano judicial (Poder judicial), mientras que la ciudad de La Paz funciona como sede de gobierno, además de ser también la sede de los órganos ejecutivo, legislativo y electoral.

### Segundo periodo (1899-1920)
Entre los años 1899 y 1920, los presidentes de Bolivia Jose Manuel Pando, Ismael Montes Gamboa, Eliodoro Villazón Montaño y José Gutiérrez Guerra fueron miembros del Partido Liberal, además de contar con el apoyo de la oligarquía empresarial minera del estaño, hasta que el Partido Republicano liderizado por Bautista Saavedra Mallea tomó el poder, dando un golpe de Estado al partido liberal en 1920.
El último presidente perteneciente al partido liberal fue José Luis Tejada Sorzano, quien se desempeñó en el gobierno después de la caída del presidente Daniel Salamanca Urey, desde el 1 de diciembre de 1934 hasta el 16 de mayo de 1936.
Para el año 1940, sin embargo, el partido había formado una concordancia con sus antiguos oponentes republicanos para contrarrestar de esa manera la creciente ola de partidos radicales o revolucionarios que en ese entonces estaban surgiendo. La Concordancia apoyó al candidato Enrique Peñaranda Castillo.
En 1947, Luis Fernando Guachalla del Partido Liberal perdió por estrecho margen frente al candidato Enrique Hertzog Garaizabal del PURS.[cita requerida] En las elecciones de 1951, Tomás Manuel Elío participó como candidato presidencial por el Partido Liberal, pero perdió.
Para las elecciones de 1966, el Partido Liberal fue el componente de la Alianza Institucionalista Democrática con Enrique Hertzog del PURS como candidato presidencial de la coalición. Se encuestó a 11.400 votos (01,13%) y llegó sexto.
En 1978 el Partido Liberal se alió con la Unión Nacionalista del Pueblo y su candidato Juan Pereda Asbún.
Desde 1936, el Partido Liberal no ha podido tener el poder político en décadas.